# Fernschach-Bundesliga
Die Fernschach-Bundesliga ist die höchste deutsche Spielklasse in einem Fernschach-Wettbewerb für Vereinsmannschaften.
1995 wurde erstmals ein Klassensystem für Vereinsmannschaften mit Auf- und Abstiegsregelungen eingeführt:
- 1. Bundesliga – eingleisig, 9 Mannschaften
- 2. Bundesliga – 3 Gruppen mit je 9 Mannschaften
- 1. Bundesklasse – 9 Gruppen mit je 7 Mannschaften
- 2. Bundesklasse – 18 Gruppen mit je 6 oder 7 Mannschaften

Eine Mannschaft besteht aus vier Spielern, sie muss einem Verein des Deutschen Schachbundes angehören. Ein Verein kann mehrere Mannschaften melden.
Der erste Sieger der 1. Bundesliga und damit der 1. Deutsche Fernschach-Mannschaftsmeister war der SV Fechenheim (1997).

## Bisherige Sieger
- 1997: SV 1926 Fechenheim
- 1999: SC Kreuzberg
- 2001: SV 1926 Fechenheim
- 2003: SV Osnabrück von 1919
- 2005: SG Freibauer Lübbecke
- 2007: SV Osnabrück von 1919
- 2009: SV Osnabrück von 1919
- 2011: SC Zitadelle Spandau
- 2013: SC Zitadelle Spandau
- 2015: SV Osnabrück von 1919
- 2017: HSG Uni Rostock
- 2019: SV Osnabrück von 1919
- 2021: SC Zitadelle Spandau
- 2024: SV Osnabrück von 1919